# Linh miêu Balkan
Linh miêu Balkan (Lynx lynx balcanicus syn. Lynx lynx martinoi) là một phân loài của Linh miêu Á-Âu trong chi Linh miêu. Nó được tìm thấy ở phía đông Albania và phía tây Bắc Macedonia, và quần thể nhỏ hơn ở Kosovo và Montenegro. Nó được coi là biểu tượng quốc gia tại Cộng hòa Bắc Macedonia và xuất hiện trên đồng xu 5 denar. Người ta tin rằng, ở Bắc Macedonia có từ 35 đến 40 cá thể linh miêu Balkan, chủ yếu được tìm thấy ở vườn quốc gia Mavrovo. Chúng là loài mèo lớn nhất ở bán đảo Balkan. Nó đã được nhìn thấy vào năm 2011 và 2012 tại khu vực miền núi phía bắc Albania và trong ranh giới của Vườn quốc gia Shebenik-Jabllanicë.  Đây là loài được xếp loại cực kỳ nguy cấp ở Albania và đã được bảo vệ từ năm 1969, bởi nạn săn trộm và hủy hoại môi trường sống bất hợp pháp đe dọa các quần thể linh miêu Balkan còn lại ở cả Albania và Bắc Macedonia. Ước tính có khoảng 15-20 cá thể vẫn còn sống ở Albania. Linh miêu Balkan đã đứng trước bờ vực tuyệt chủng trong gần một thế kỷ, với tổng số lượng ước tính ít hơn 50 cá thể. Số lượng của chúng giảm chủ yếu là do nạn săn trộm bất hợp pháp. Linh miêu Balkan bắt đầu giao phối vào khoảng tháng 1 đến 2 và sinh con vào tháng 4. Mặc dù linh miêu Balkan được liệt kê là một phân loài trong phần lớn các thông cáo và tài liệu tham khảo phân loài, nhưng cũng đã có một số tranh chấp về những tuyên bố đó.